# Ода радости
Ода радости ода је коју је немачки песник Фридрих Шилер написао 1785. године, славећи идеал братства и уједињености човечанства. Композитор Лудвиг ван Бетовен ју је уврстио у четврти став своје Симфоније бр. 9 из 1823. године, након чега је постала нарочито позната.
Бетовенова музика, у адаптацији Херберта фон Карајана, усвојена је 1972. године као химна Савета Европе, а 1986. године као химна Европске уније. Немачки текст оде, који се појављује у симфонији, није и званични текст химне, због бројности европских језика. Ипак, често се пева при извођењима химне.

## Стихови

### Текст песме
Радост искра све лепоте, кћери из Јелисеја
Опојна ти моћ красоте, узвишена мисија
РЕФРЕН
Твоје снове вежу нити што растави мода зла
Сви ће људи браћа бити, крило твоје спајат зна.

### Верзија текста незваничне Европске химне
Радост краси све лепоте,
Кћери из Јелисеја!
Опојна ти моћ красоте,
Узвишена мисија.
Твоје снове вежу нити,
Што растави многа зла.
Сви ће људи браћа бити,
Крила твоја спајат’ зна.
(тихо)
Твоје снове вежу нити,
Што растави многа зла
(гласно)
Сви ће људи браћа бити,
Крила твоја спајат’ зна.